# 杏花公园站
杏花公园站位于中华人民共和国安徽省合肥市庐阳区阜南路与蒙城路交叉口地下，是合肥轨道交通5号线的地铁车站。于2022年12月26日开通。

## 车站结构
杏花公园站位于阜南路与蒙城路交叉口，沿蒙城路南北向布置，为地下三层双柱三跨岛式站台，站台宽度13m，设4个出入口（其中西南侧C出入口预留），2组风亭，1座冷却塔。